# Снегирёв, Гелий Иванович
Ге́лий Ива́нович Снегирёв (псевдоним Евгений Снегирёв; 14 октября 1927, Харьков — 28 декабря 1978, Киев) — советский (украинский) кинорежиссёр, сценарист, писатель, публицист, диссидент, журналист.

## Биография
Происходил из семьи литераторов. Отец — Иван Тимофеевич Снегирёв, украинский прозаик и драматург, член украинского Союза Писателей. Мать — Наталья Николаевна Собко, преподаватель украинского языка и литературы. Дядя — Вадим Николаевич Собко, популярный в послевоенные годы писатель-фронтовик.
Рос в среде литераторов и артистов. После окончания Харьковского театрального института работал в одном из харьковских театров, затем — сельским учителем. В середине 50-х переехал в Киев.

Был высок, статен, блондинист — женщины засматривались, никто не удивлялся, что он артист академического театра.— Григорий Кипнис
После переезда непродолжительное время преподавал в вузе, затем ушёл в литературу и журналистику. В 1956—1957 гг. заведовал отделом публицистики и художественной литературы в газете «Литературная Украина». Был принят в Союз Писателей Украины. В 1957 под редакцией Павла Загребельного выпустил сборник новелл на украинском языке «Літо вернеться» («Лето вернётся»), в это же время подружился с Виктором Некрасовым. Впоследствии выпустил ещё несколько сборников. Был принят в КПСС.
Работал главным редактором Украинской студии хроникально-документальных фильмов (Киевской студии Укркинохроники). Был принят в Союз кинематографистов Украины.
В 1966 году за участие в съёмках не санкционированного советскими органами траурного митинга в день 25-летия трагедии в Бабьем Яру, на котором выступали В. Некрасов и В. Войнович, переведён из руководства студии в рядовые режиссёры.
Печатался в центральной прессе, писал сценарии. Как прозаик стал известен в СССР в 1967 году после публикации в «Новом мире» рассказа «Роди мне три сына». После этого стал публиковаться за рубежом.
В начале семидесятых пишет в соавторстве с Вадимом Скуратовским пьесу «Удалой добрый молодец» о русском революционере Германе Лопатине.
Узнав о судьбе матери, заинтересовался материалами довоенных процессов над украинской интеллигенцей, написал исследование «Мама моя, мама… или Патроны для расстрела», быстро распространившееся в диссидентских кругах.
В 1974 году Гелий Снегирёв был исключён из КПСС и творческих союзов, что стало причиной нервного срыва и заболевания, приведшего к тромбозу сетчатки глаз. Получил вторую группу инвалидности.
До своего ареста 22 сентября 1977 года публиковался в самиздате, передавал тексты за рубеж для публикации («Обращение к вождю», «Письма к Дж. Картеру» и другие), часто упоминался в радиопередачах BBC, Голоса Америки и т. п. С 1974 года до ареста работал над автобиографической книгой «Роман-донос», рукопись которой многие годы считалась исчезнувшей.

…на допросах Снегирёв заявляет, что менять враждебные социалистическому строю взгляды и убеждения не намерен, упорно не желает сообщать, каким образом он переправлял антисоветские материалы на Запад, и назвать лиц, среди которых распространял их в СССР.— Григорий Кипнис
30 октября 1977 года объявил голодовку и был переведён на принудительное питание. Результатом голодовки стал паралич. После публикации в «Литературной газете» письма-отречения под заголовком «Стыжусь и осуждаю…» помилован. Многие из коллег-шестидесятников считают, что данное «отречение» написано без ведома «автора». К примеру, товарищ Снегирёва режиссёр Лесь Танюк упоминал:

Це — брехня. Непристойна брехня. Тільки під наркозом чи у страшному сні він міг би так каятись. А коли наприкінці вривається коронна фраза про «жалкую кучку отщепенцев типа Некрасова и Григоренко», яких «засосало болото буржуазно-националистической и сионистской пропаганды»… Фальш, брехня, сморід…— Вахтанг Кипиани, «Киевские Ведомости»
Сергей Григорьянц рассказывает, что в тюрьме у Снегирёва из-за онкологического заболевания начались сильнейшие боли. Ему не давали лекарств и обезболивания, требуя подписать уже готовое письмо-отречение. Он долго отказывался. Но после нескольких месяцев ужасных страданий он согласился, после чего был переведён в больницу для лечения.
Летом 1978 года переведён из тюремной больницы в городскую Октябрьскую больницу. 28 декабря 1978 года скончался. В храме Христа Спасителя была отслужена панихида. Похоронен на центральной аллее Байкова кладбища в Киеве.

## Роль в диссидентском движении
Думаю, у Гелия, каким я его знал, и в мыслях не было того, что он потом делал и за что, собственно, пострадал. Он принадлежал к категории, пользуясь обычной терминологией, проституирующих советских интеллигентов, которые прекрасно все понимали и не имели иллюзий ни по отношению к собственному правительству, ни по ситуации с правами человека в собственной стране, но при этом совершенно цинично использовали свою профессию, чтобы зарабатывать деньги на хлеб себе и семье. Так жили в подавляющем большинстве все художники, писатели и прочие гуманитарии. Так жил и Гелий… Я думаю, что и Гелию было очень душно, потому что в Украине тогда зажали все, что только можно зажать. Дышать было нечем. Поскольку система уже работала даже не против слова, а против шепота. И в этой ситуации, когда перекрывают кислород, человек импульсивно начинает барахтаться и искать, где бы дыхнуть. (правозащитник Семён Глузман)
В 1974 году сотрудники КГБ провели обыск на квартире Снегирёва и изъяли рукопись книги «Автопортрет 66». После обыска Гелий Снегирёв был исключен из коммунистической партии, что фактически означало запрет на работу в кино. В тот же год Снегирёв был уволен с киностудии хроникально-документальных фильмов.
Борцом он никогда не был, окружающую действительность осуждал не больше других (может, чуть громче, голос у него актёрский, хорошо поставленный), в диссиденты не лез, короткометражки его о доярках протеста у начальства не вызывали. И вдруг… «Мама моя, мама…», конечно же, особой радости властям доставить не могла. Но терпели. Терпець увірвавсь — прекрасное украинское выражение — после «клеветнического» письма советскому правительству. Это уже ни в какие ворота не лезло. Наглость какая! Подождали немного, какая на это реакция будет, — потом пришли, порылись в книгах и увели. (писатель Виктор Некрасов)
В 1977 году написал письмо Леониду Брежневу, в котором отказался от советского гражданства (став первым в СССР, публично отказавшимся от советского гражданства)
Настоящим заявлением я отказываюсь от советского гражданства. Такое решение я принял в те дни, когда вы проводите так называемое обсуждение проекта новой конституции. Газеты, радио, митинги орут о единодушном восторженном одобрении. В ближайшее время проект станет законом под всеобщее громкое «Ура!». Ваша конституция — ложь от начала до конца. Ложь, что ваше государство выражает волю и интересы народа… Ложь и позор ваша избирательная система, над которой потешается весь народ… Ложь и позор ваш герб, колосья для которого вы импортируете из Соединенных Штатов…
Владимир Лобас, журналист радиостанции «Свобода», в книге «Жёлтые короли» пишет:
«Даже здесь, в тихой заводи, живя в Нью-Йорке, в Вашингтоне или в Мюнхене, многие из нас, сотрудников вещавших на Союз станций, вели передачи под псевдонимами. Осторожность в отношениях с КГБ всегда разумна. Но этот человек, швырнувший им: „Не хочу быть гражданином СССР“, находился по ту сторону стены и за псевдонимом не прятался… Своё открытое письмо Советскому правительству он подписал полным именем и указал адрес. Он преодолел страх».

Ещё вчера он был нуль, простой советский человек, которого можно сгноить в лагере или уничтожить в психушке — кто там хватится? Но Гелий как-то сразу чересчур широко шагнул. Изо дня в день его имя повторяли Би-би-си и «Немецкая волна», «Голос Америки» и «Свободная Европа». «Ваша конституция — ложь от начала до конца» — ни Солженицын, ни Сахаров, никто вообще не решался разговаривать с Системой так.

## Публикации
В 2001 году, посмертно, вышла книга Гелия Снегирёва «Роман-донос», в которой автор подробно описывает события своей диссидентской деятельности, начиная с визита к писателю Виктору Некрасову 18 января 1974 года, когда у Некрасова проводили обыск сотрудники КГБ. Данную книгу Гелий Иванович продиктовал перед самой смертью, доведенный до чудовищной болезни в следственной камере и полностью потеряв из-за неё зрение. «Роман-донос» — документ значительной искренности и гражданского мужества, в который вошли многие документы того времени, стенограммы партсобраний, письма в ЦК и т. д. В книгу также вошли записи о событиях 1974 года, написанные поэтессой Катериной Квитницкой, которая в те годы была женой Гелия Снегирёва. Рукопись сохранилась в архивах КГБ и была опубликована при участии его сына Филиппа Снегирёва.
В том же году и том же издательстве была опубликована повесть Снегирёва «Автопортрет 66» с приложением ряда документов (письмо Солу Беллоу и др.).

## Увековечение памяти
- В 90-х посмертно восстановлен в Союзе писателей и Союзе кинематографистов Украины.
- В Киеве, на улице Рогнединской, 3, где в кв. № 10 жил Гелий Снегирёв, была открыта мемориальная доска в его честь.